# تصوير بالرنين المغناطيسي

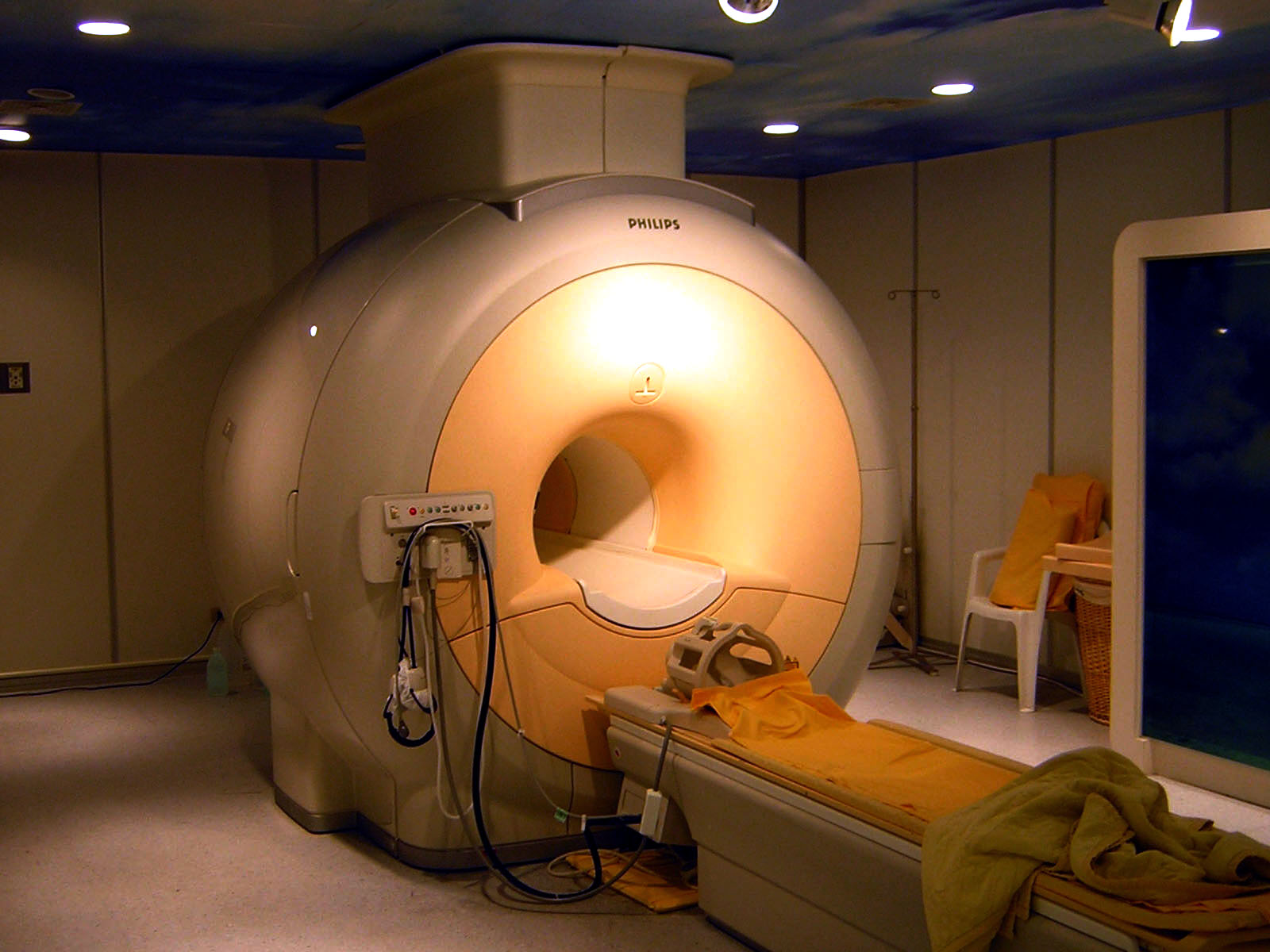
جهاز تصوير بالرنين المغناطيسي MRI عالي الدقة إنتاج هولندا.

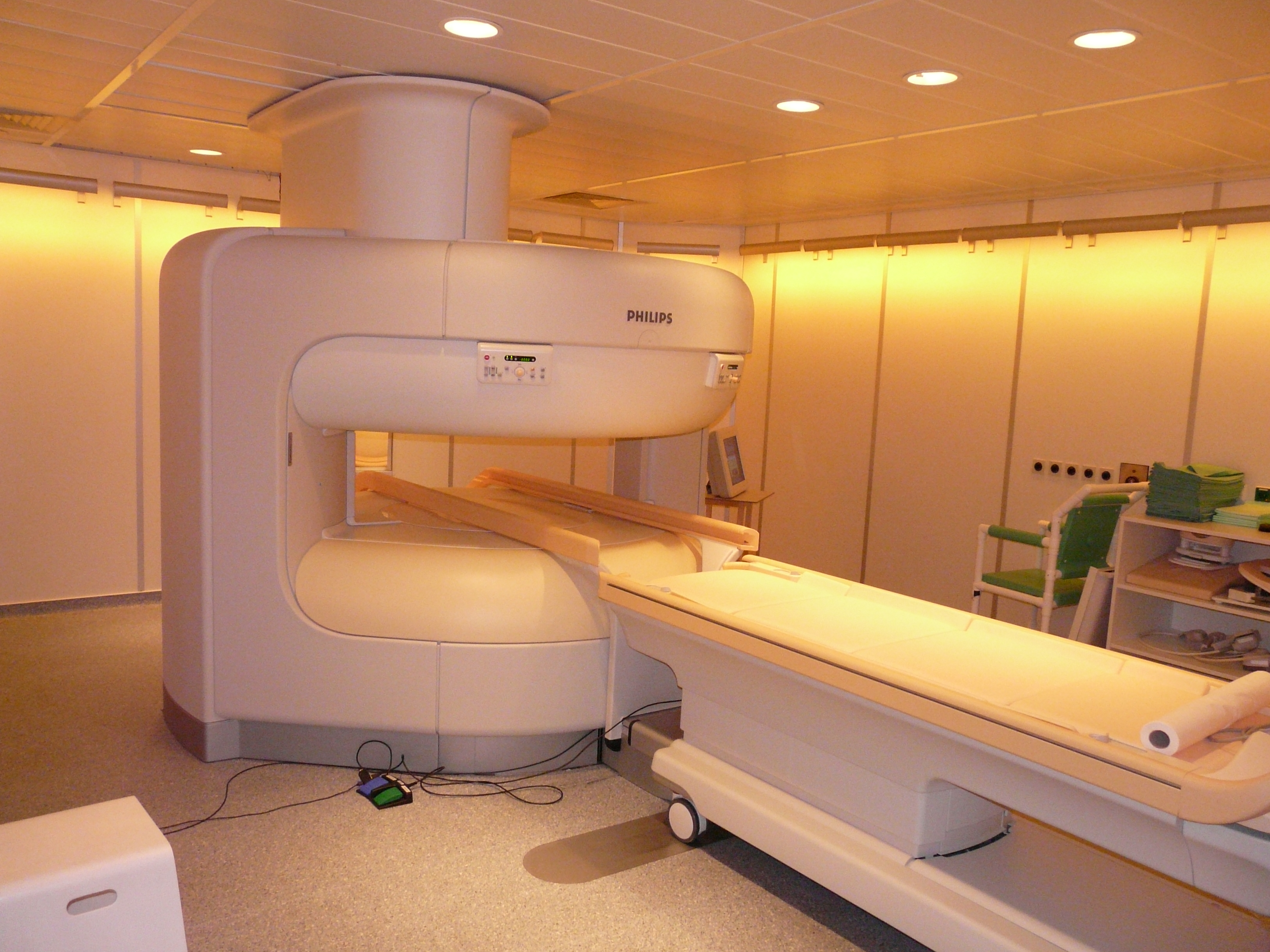
جهاز مفتوح للتصوير بالرنين المغناطيسي MRI (واحد تسلا)، بالسويد.

تصوير المخ بالرنين المغناطيسي

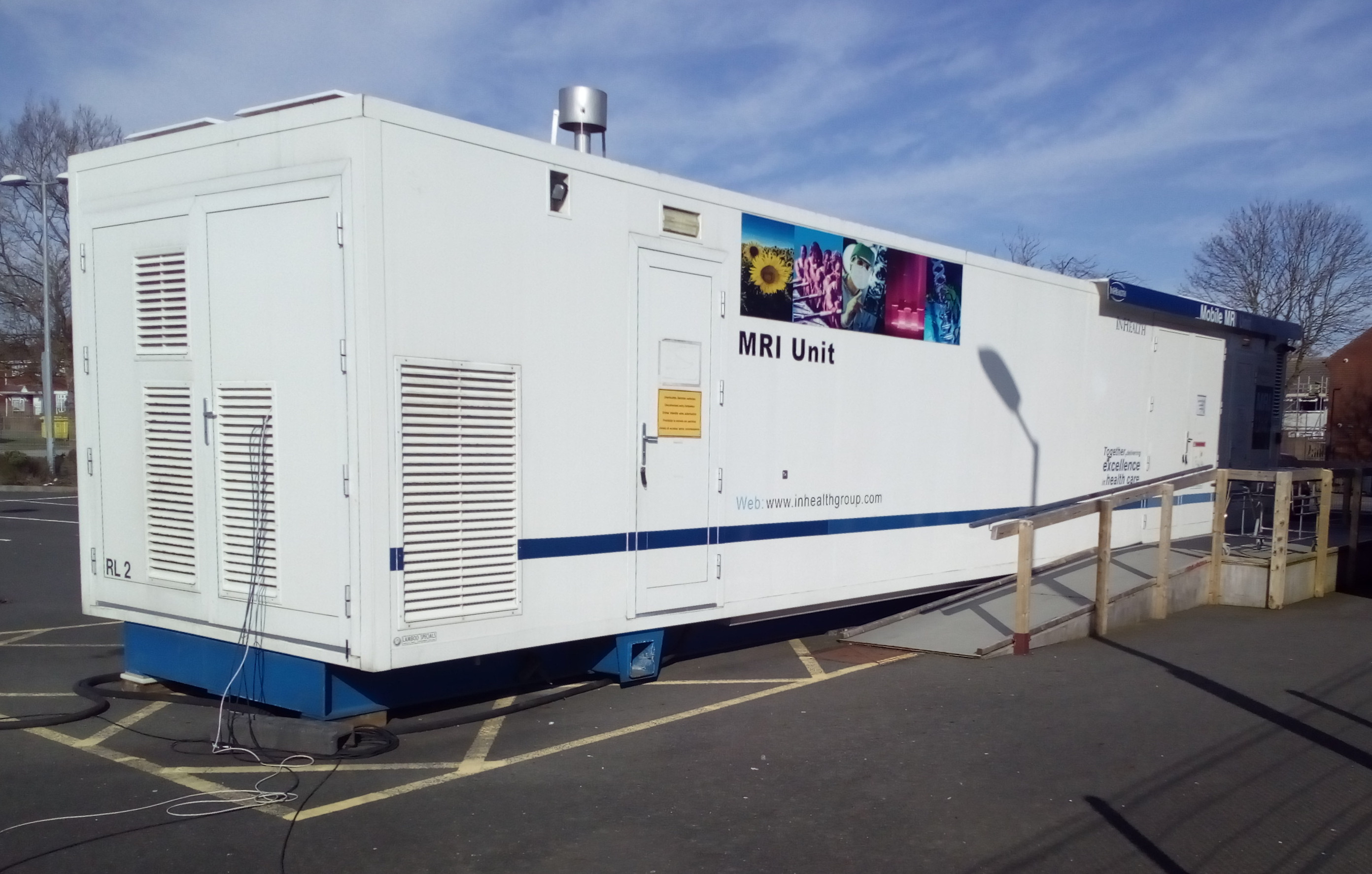

التصوير بالرنين المغناطيسي MRI (بالإنجليزية: Magnetic Resonance Imaging)‏ (ويُقال مجازا إجراء الأشعة المغناطيسية)، أو التصوير بالطنين المغناطيسي النووي NMRI (بالإنجليزية: Nuclear Magnetic Resonance Imaging)‏ أو التصوير المقطعي بالرنين المغناطيسي MRT (بالإنجليزية:  Magnetic Resonance Tomography)‏. هي وسيلة تصوير طبـية لتوضيح التغييرات الباثولوجية في الأنسجة الحية وللرنين المغناطيسي استخدامات غير طبية ومن الناحية الفيزيائية فهي تعتمد على الحقول المغناطيسية (أو المجال المغناطيسي) والموجات الراديوية. يعتبر التصوير بالرنين المغناطيسي من الفحوصات الباهظة الثمن والغير متوفرة بشكل دائم في كثير من المستشفيات، وهناك صعوبات عند عمل هذا النوع من التصوير عند المرضى الذين يشعرون بالخوف من الأماكن المغلقة أو المرضى الذين يشتكون من سمنة مفرطة.

## التاريخ
بداية تاريخ وولادة فكرة الرنين المغناطيسي كانت في عام 1945-1946 عندماحصل العالم فليكس بلوخ وإدوارد بورسيل على جائزة نوبل لاكتشافهما الرنين المغناطيسي.
تطورت على يد العالم إروين هان عام 1950.
طورت للاستخدام الطبي عام 1973 على يد العالمين البريطاني والأمريكي بيتر مانسفيلد وبول لاوتربر.
1976 نشرت أول صورة لمقطع إصبع للرنين المغناطيسي.
وعام 1977 نشر أول تصوير كامل للجسم.
و يجدر الإشارة إلى أن الرنين المغناطيسي أستخدم في البداية في المعامل الكيميائية فقط بعد ذلك تم تحديثه ليدخل إلى الحقل الطبي.
سمي في البداية بالرنين المغناطيسي النووي، ولكن غُيِّر الاسم لاحقاً لخوف وحساسية العامة من كلمة نووي وقد قصد بها نواة الذرة لا الأشعة النووية ذاتها.

## الفكرة

صورة للـمخ والـرأس باستخدام الرنين المغناطيسي

- تعتمد فكرة الرنين المغناطيسي على تحفيز البروتونات في ذرات العناصر الموجودة في الجسم على إطلاق إشارة، ومن ثم التقاطها وتحديد موقعها في الجسم وعرضها على تدرج من الألوان الرمادية يشير إلى قوة الإشارة، والتدرج يكون باختلاف الأنسجة الموجودة بالجسم.
- أكثر هذه العناصر تحفيزاً هو الهيدروجين وذلك لتواجده بكثرة في الأجسام الحية ووجود بروتون واحد في النواة الذرية، مما يعطيه قوة أكثر من بقية العناصر على إصدار الإشارات المستخدمة في الرنين المغناطيسي.

## الجهاز
- يوجد أنواع مختلفة ومتعددة اليوم بأفكار كثيرة لأجهزة الرنين المغناطيسي، بشكل عام يوجد ثلاثة أنواع رئيسية لأجهزة الرنين المغناطيسي:
- دائم.
- مقاوم.
- ومانع للمقاومة.

- جهاز الرنين المغناطيسي بشكل عام يحتوي على جزء يعطي الحقل المغناطيسي القوي وجزء يصدر موجات الراديو لتحفيز البروتونات ويلتقط الإشارات القادمة منها، وجزء النظام المتدرج.
- المسح الذي يستخدم في المجالات الطبية يتكلف مليون دولار لكل تسلا وعدة مئات الآلاف من الدولارات تنفق سنويا في الصيانة.
- تستخدم أجهزة الحاسب الآلي بشكل أساسي في فحوصات الرنين المغناطيسي وبرامجها المتقدمة تساعد بشكل فعال على إعطاء أفضل النتائج.

## الفيزياء
- يتكون الجهاز من مغناطيس كهربائي لولبي ضخم للقيام بتشكيل مجال مغناطيسي حول المريض ينتج مجال مغناطيسي 2تسلا أي ما يعادل 20000جاوس.
- هذا المجال يجعل ذرات الهيدروجين تتمغنط وتتجه جميعها إلى جزئها المغناطيسي الشمالي فتتوحد باتجاه واحد. بعد ذلك يعرض الجسم لأشعة مذياعية تؤدي إلى زيادة طاقة هذه الذرات ولذلك سوف تغير اتجاهها بدرجة معينة ليتبقى لنا ذرة من كل مليون ذرة يتم بها عملية التصوير بالرنين المغناطيسي وهو عدد كبير من الذرات يكفي لظهور صورة واضحة للجزء المراد تصويره وتبعث بمقدار من الطاقة عكسي. هذه الطاقة العكسية تستقبل من الجهاز وتحسب وتتكون على شكل صورة هذه الصورة توضح شدة الهيدروجين في كل منطقة من مناطق الجسم، وعن طريق هذه الصورة يتمكن الأطباء اكتشاف الكثير من الأمراض.
- عند استثارة الذرات في الجسم تقوم البروتونات بالحركة مع وضد اتجاه الحقل المغناطيسي الرئيسي، تزداد البروتونات الموافقة للاتجاه الرئيسي عن البروتونات المضادة بكمية قليلة ولكنها مهمة جدا في الحصول على الصورة لاحقا، وتستثار هذه البروتونات خصوصا بموجات الراديو فتغير من وضعها من العامودي إلى الأفقي ولكنها ما تلبث أن تعود لوضع الاتزان، ولكن لعودتها لوضع الاتزان يوجد توقيتان مهمان:

### التوقيت الأفقي
- التوقيت الأفقي وهو التوقيت الأسرع وهو لدى تشتت البروتونات على المحور الأفقي ويرمز له بالرمز T2 على المحور الأفقي لذلك سمى التوقيت الأفقي وهو رمز للزمن أي الوقت وكذلك التوقيت الرأسي عكس ذلك

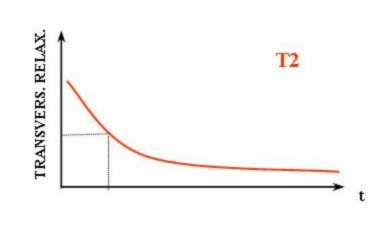

### التوقيت الرأسي
التوقيت الرأسي وهو التوقيت لدى عودة البروتونات إلى وضع الإتزان ويرمز له بالرمز T1

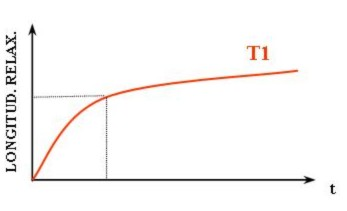

- يجدر الإشارة إلى أن التوقيتين يحدثان متلازمين لبعضهما.
- تقاس طاقة المغناطيس المستخدم في الرنين المغناطيسي بوحدة التسلا وتساوي 10000 غاوس، بقياس متوسط مغناطيسية الأرض وجد أنها تساوي نصف غاوس.

### كثافة البروتون
- عدد البروتونات النشطة في وحدة الحجم من النسيج، وتختلف الكثافة من نسيج إلى نسيج آخر.

### دورة الصدى
- بعد تأثير البروتونات بموجات الراديو يتم بث الموجات مره أخرى فتعود 180°، وتقاس المدة الزمنية بين التأثير الأول 90° والتأثير الثاني 180° بتوقيت الصدى.

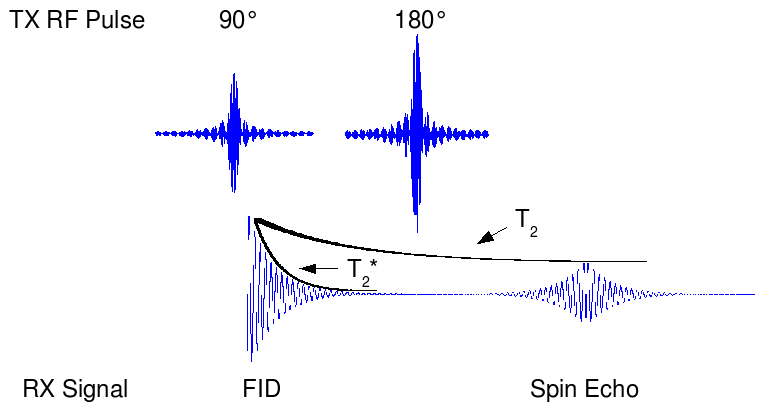

## استخدامات الرنين المغناطيسي

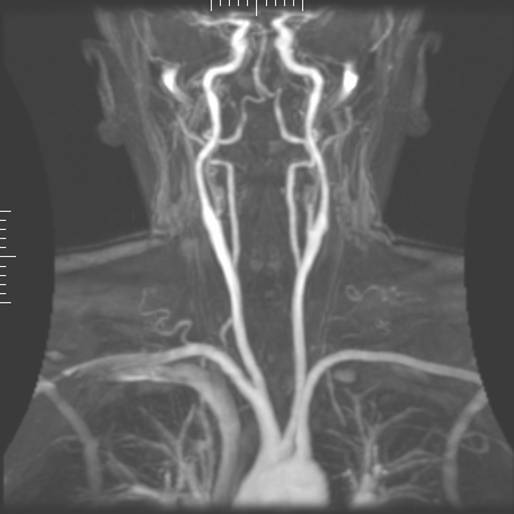

- استخدام الرنين المغناطيسي هو لغرض تشخيصي مثل تصوير الأوردة والشرايين، أو تصوير التغيرات العصبية في الدماغ، والرنين المغناطيسي يعتبر أفضل أنواع التصوير في توضيح الأنسجة وسوائل الجسم، وكذلك يستخدم لتخطيط الخطط العلاجية القائمة على العلاج الإشعاعي.
قبل الفحص بالرنين المغناطيسي يجب مراجعة التاريخ المرضي والتأكد بشكل تام من عدم وجود جراحات سابقة أو حوادث أدت إلى تواجد معادن في الجسم مثل الشظايا، ويتم التأكد من ذلك عبر الفحص بالأشعة العامة الروتينية & مرور المريض من خلال كاشف معادن.
يعطي المريض في الغالب صبغة خاصة تحقن في الجسم وذلك لزيادة التباين وتوضيح الأجزاء المتقاربة.

### صورة الرنين المغناطيسي
- تتكون صورة الرنين المغناطيسي من عدة أعمدة وصفوف تدعى بالأنجليزي matrix، كل عمود وصف يحتوي على مربعات تدعى pixel، توزع الأشارات الملتقطة من الجسم على هذه المربعات بحيث ترتب حسب ترتيبها في الجسم، وهذه الآلية تعتمد على جهاز متدرج يعطي كل شريحة من شرائح الجسم قوة إشارة معينة، وقوة الإشارة الملتقطة تعطي لون على التدرج الرمادي، فتتكون لنا صورة الرنين المغناطيسي صورة بتدرج رمادي.
- معادلة الوضوح الخاص هي:
عدد المربعات لكل سم = 1/حجم المربع.
- التباين في الصورة يعتمد على التوقيتات الأفقية والعمودية وكثافة البروتون وتدعى (المؤثرات الداخلية)، أما وقت الصدى و وقت الإعادة تعتبر (مؤثرات خارجية).

#### الوضوح
- أكثر صور الرنين المغناطيسي تتكون من بعدين، كل بعد يقسم إلى شبكة تتكون من عناصر صورية مستطيلة تدعى (بكسل) pixels.
شدة الصورة في كل بكسل تعتمد على قوة موجة الرنين المغناطيسي التي تنبعث من المنطقة التي تحتويه.
حجم الصورة يعتمد على عدد البكسالات، ومعظم الصور تتكون من 265 بكسالات عموديا و256 بكسالات أفقيا.
تعريف الوضوح (image resolution): هو مقدرة النظام على التفرقة بين نقطتين منفصلتين.
تتحكم أحجام الفوكسلات (عناصر الصورة الحجمية)(voxels) في جلاء الصورة (image resolution) حيث أن الصور ذات الفوكسلات الصغيرة تكون جيدة الجلاء وبذلك يسهل على النظام التفريق بين مكونات الجسم الصغيرة.
- العوامل المؤثرة على جلاء الصورة وحجم الفوكسل:
1. سمك الشريحة.
2. حقل العرض FOV.
3. عدد المصفوفة الصورية.

- العوامل التي تتحكم في حقل العرض وأبعاد الفوكسل:
1. قوة الحقل المغناطيسي التدريجي.
2. وقت أخذ كل عينة (عرض النطاق الترددي) للحقل التدريجي.

ويمكن زيادة عدد المصفوفة الصورية بأخذ عدد عينات أكثر من (التشفير الترددي FREQUENCY ENCODING) وعدد مراحل أكثر للحقل المغناطيسي التدريجي في اتجاه (التشفير الطوري PHASE ENCODING).

#### التباين
- كلما زادت قوة الإشارة من البكسل كلما زاد سطوع الصورة عند ذلك البكسل.
للتفرقة بين الأنسجة في الصورة، كل نسيج له سطوع مختلف هذه الظاهرة تدعى «بالتباين».
ويمكن تقسيم العوامل المؤثرة على التباين إلى مجموعتين:
العوامل الداخلية: وهي عوامل التغير للأنسجة:
- الاسترخاء الطولي T1.
- الاسترخاء العرضي T2.
- كثافة البروتونات PD، أي كثرة تواجد الهيدروجين في الأنسجة الجسمية أو الأنسجة العليلة.

العوامل الخارجية : وهي العوامل التي يمكن تغييرها بواسطة المشغل:
- زمن التكرار TR.
- زمن الإثارة TE.

وتتغير قوة الموجة مع تغير حاصل ضرب مرجحات ثلاث وهي:
1. كثافة البروتونـات أي كثافة وجود الهيدروجين في الأنسجة الجسمية.
2. مرجحة T1 : وهي وضيفة T1 و TR.
3. مرجحة T2 : وهي وضيفة T2 و TE.

(ويقصد بالمرجحة هو أي تلك العوامل تكون المهيمنة).
هذه العلاقة يمكن أن تمثل في المعادلة التالية: ([Signal = (p(H) [1-exp(-TR/T1) ] × [exp(-TE/T2
حيث (P(H كثافة البروتون، و[1-exp(-TR/T1)] مرجحة T1، و[exp(-TE/T2))]مرجحة T2، وSIGNAL قوة الموجة.
نستنتج من المعادلة أنه يمكننا تغيير التباين بواسطة تغيير أحد العوامل الخارجية:
مثلا: إذا أردنا مرجحة كثافة البروتون لا بد أن ننهي تأثير المرجحات الأخرى T1 و T2 ويمكننا فعل ذلك بالتغيير في العوامل الخارجية، إذا أردنا مرجحة T1 فلا بد أن يكون كل من زمن التكرار وزمن الإثارة قصيرين، وإذا أردنا مرجحة T2 فلا بد أن يكونا طويلان، وإذا أردنا مرجحة كثافة البروتون فلا بد أن يكون زمن التكرار طويل وزمن الإثارة قصير.

#### نسبة الإشارة إلى التشويش
- هناك سببين رئيسيين مشتركين للتشويش في الصورة وهما:
1. الحركة العشوائية لمركبات الجسم المشحونة، والتي تنتج تشويش كهرومغناطيسي.
2. المقاومة الكهربائية لملف المستقبل.

لذلك يمكن تحسين نسبة الإشارة إلى التشويش S/N بالاختيار المناسب للملف المستقبل.
تعتمد نسبة الإشارة للتشويش على كمية الإشارة من البكسل أو الفوكسل، وكلما زاد حجم الفوكسل كلما زادت نسبة الإشارة للتشويش.
ويمكن توضيح ذلك في المعادلة التالية:
S/N ~ (voxel volume) × NEX
حيث NEX هو عدد توسيط الإشارة.
لإنتاج صورة جيدة في التصوير بالرنين المغناطيسي لابد من التركيز على كل عوامل تغيير الصورة السابق ذكرها.
فلا يمكن أن يكون الجلاء(RESOLUTION) مرتفعا ونسبة الإشارة للتشويش منخفضة.
وأيضا لا يمكن أن يكون الجلاءأو الوضوح(RESOLUTION) مرتفعا والفحص طويل (باعتبار حركة المريض).
لذلك لا بد أن تكون العوامل متناسبة مع بعضها البعض للحصول على صورة جيدة بما يدعى بـ(PARAMETER TRADOFFS).

### استحداث جديد، عام 2012

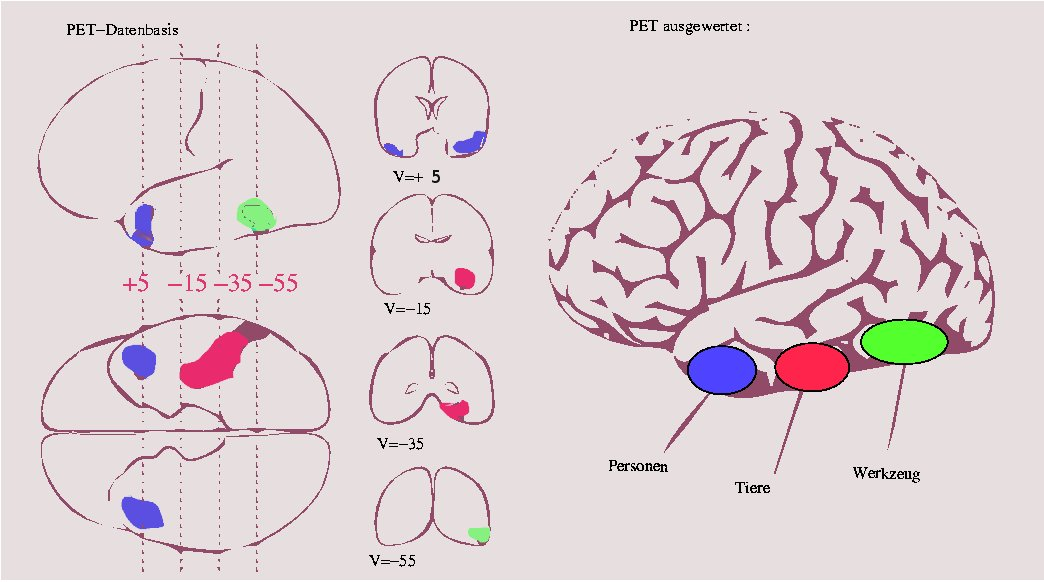
استخدام جهاز PET لتحديد أماكن معينة في الدماغ.

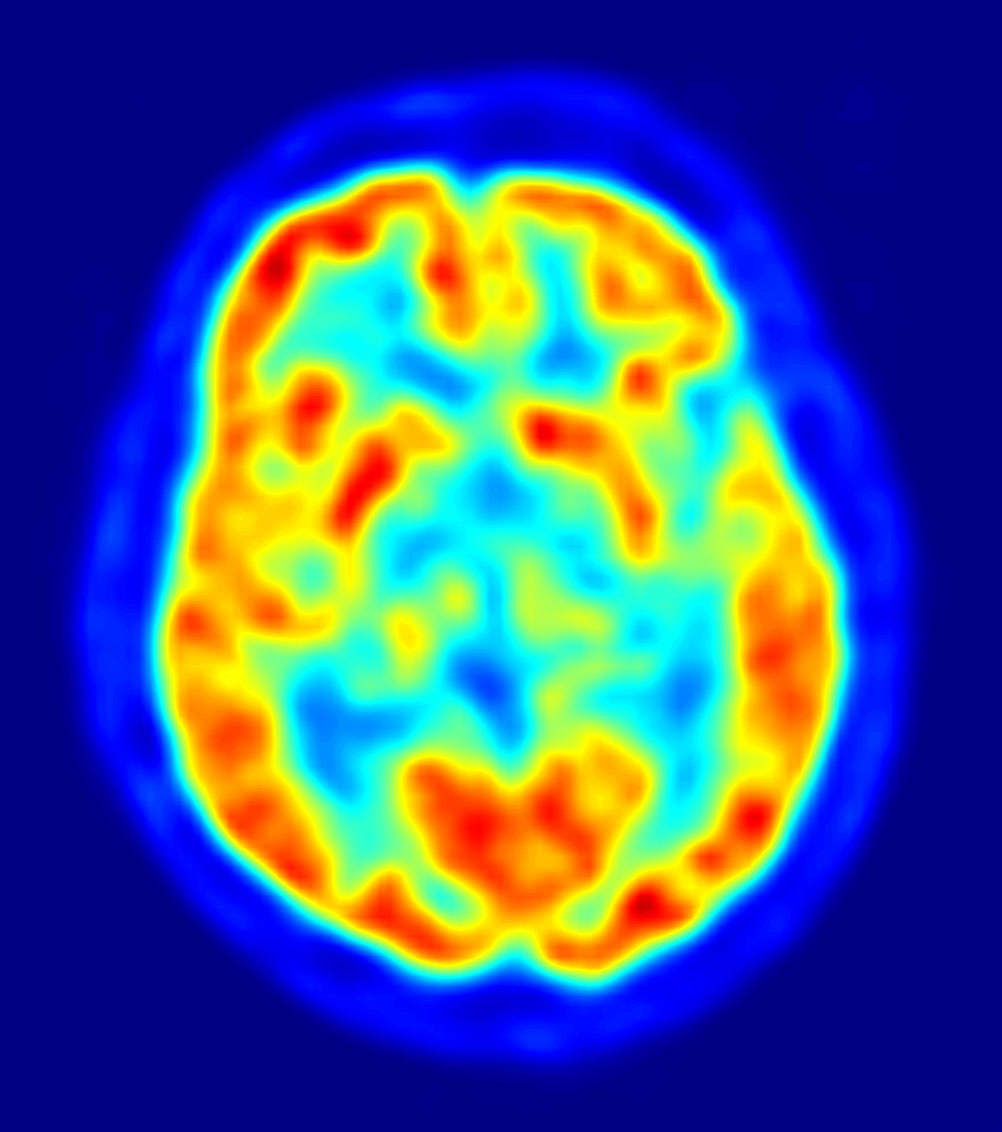
صورة لمقطع في دماغ أحد الأشخاص بواسطة (FDG-PET)

بدأت في بعض المستشفيات المتخصصة في العالم الغربي تطبيق طريقتين في نفس الوقت بغرض الحصول على تباين عالي وتوضيح كامل لحجم وشكل الورم السرطاني في العضو المريض، وطريقتي القياس تتم بواسطة التصوير بالرنين المغناطيسي وقياس آني بجهاز تصوير مقطعي بالإصدار البوزيتروني.
تحتاج تلك الطريقة تواجد مركزا للبحث العلمي، بها سيكلوترون يقوم بتحضير النظير المشع وتنقيته ومعاملته (ربطه) بمادة حيوية مناسبة خلال وقت قصير، ثم يتم إرسال العبوة المجهزة إلى المستشفى الخاص حيث يكون المريض مستعدا على سرير العمليات لإجراء الحقن والقياس، وذلك لأن عمر إشعاع النظير المشع تكون قصيرة لمدة ساعات.

## التصوير العصبي
يستخدم التصوير المغناطيسي للكشف عن السرطانات العصبية لأنها أكثر حساسية من بقية الأساليب التصويرية الأخرى مثل الرسم السطحي بواسطة الحاسوب خاصة عند البحث عن الأورام الصغيرة. التباين اللوني الذي يمكن لهذا الأسلوب إنتاجه بين المادة الرمادية والمادة البيضاء يجعله الخيار الأفضل في كثير من الحالات. بما أن آلات التصوير المغناطيسي بإمكانها التقاط العديد من الصور خلال فترة زمنية قصيرة، فهي تساعد العلماء على فهم كيف يستجيب الدماغ للتحفيزات العصبية المختلفة مما يساعدهم على تشخيص المرض. الرنين المغناطيسي يساعد على تشخيص العديد من الأمراض مثل الجنون، الأمراض الدماغية والوعائية و الصرع.

## قبل التصوير المغناطيسي
قبل البدء بعملية التصوير يوجد العديد من الإجراءات التي يجب أخذها. أولًا، يجب على المريض عدم تناول الطعام قبل الفحص مباشرة لأن ذلك يؤثر على المادة التباينية التي يتم حقنها بالمريض قبل الفحص. ثانياً، على المريض الإجابة على استبيان قبل الفحص. هذا الاستبيان يشمل أسئلة عن سبب التصوير، العضو المطلوب تصويره، وزن المريض، الأمراض المصاب بها المريض، الأعضاء والأطراف الاصطناعية في جسم المريض، وغيرها من الأسئلة الروتينية. و أخيراً يطلب من المريض خلع المجوهرات، الحلي، الأحذية والدبابيس.

## أثناء التصوير المغناطيسي
غالبا ما يتم الفحص في قسم الأشعة في المستشفى ويستغرق ما بين 10-45 دقيقة. لا يتم إدخال النساء الحوامل إلى غرفة التصوير المغناطيسي حرصاً على سلامة الجنين. لا يؤثر التصوير على حشو ودعامات الأسنان. غالبا ما يعطى المريض سدادات للأذن للتغلب على الأصوات العالية الناتجة من الآلة. غالباً ما يوجد زر داخل الآلة يمكن للمريض ضغطه لتوقيف التصوير في حال حدث شيء خاطئ أو في حال شعر المريض بالخوف الشديد. يتم حقن المريض بمادة لزيادة وضوح الصورة الناتجة. يجب على المريض خلع كافة المجوهرات والحلي قبل التصوير لأنها ممكن أن تتمغنط أثناء التصوير.

## السلامة في الرنين المغناطيسي

غير آمن للرنين المغناطيسي

شروط للدخول للرنين المغناطيسي

آمن للرنين المغناطيسي

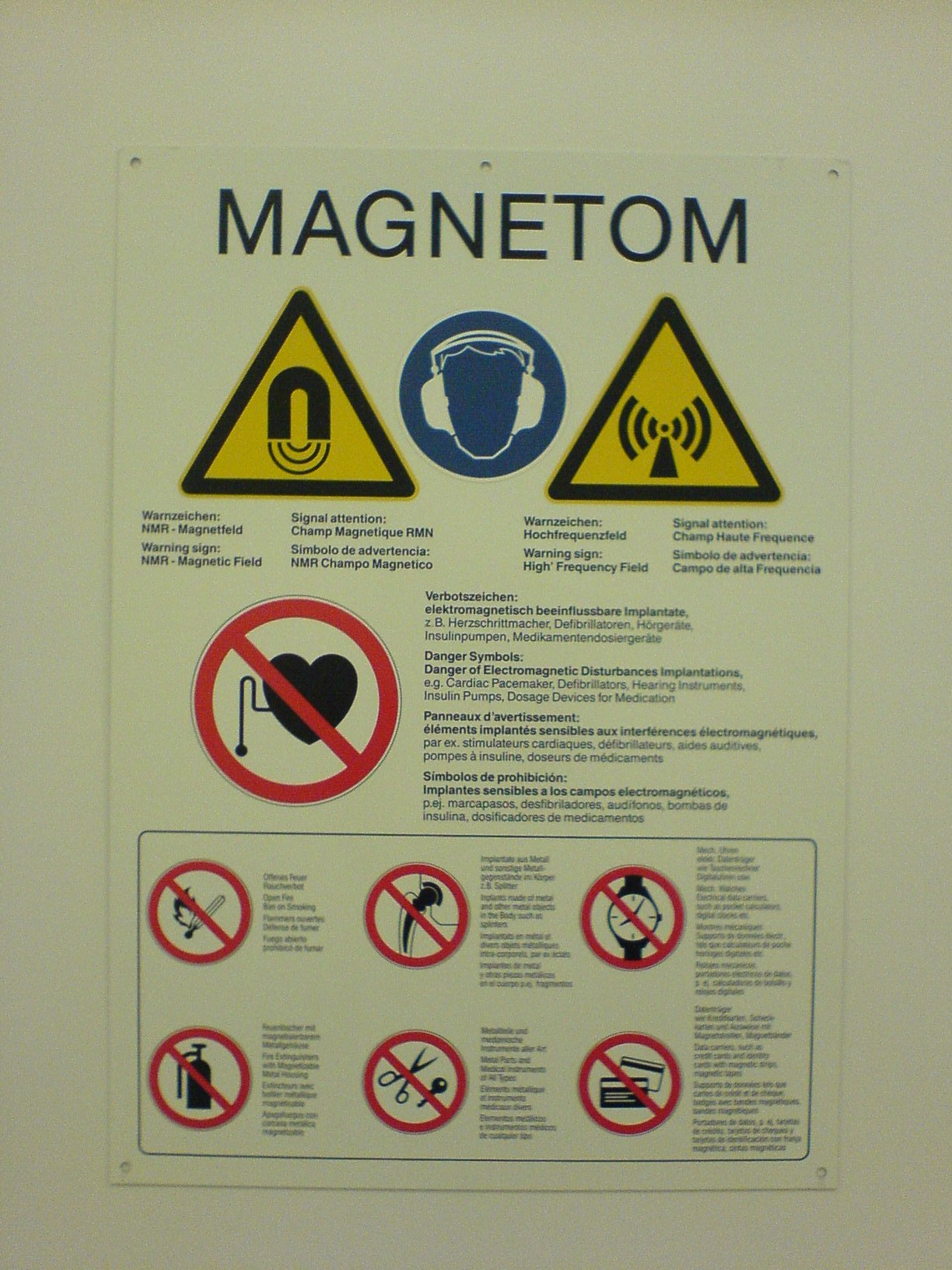
لوحة إرشادية للسلامة قبل الدخول إلى غرفة الفحص

- لا توجد كما هو الحال في تصوير الأشعة المقطعية والعامة خطر التأين الإشعاعي، ولكن الرنين المغناطيسي توجد به كما هو الحال في كل استخدام طبي أخطار معينة.

### خطره على الأنسجة والأعضاء المزروعة
يمكن تقسيم هذه الأعضاء الاصطناعية إلى ثلاث أقسام:
1. أعضاء آمنة وهي الأعضاء التي يمكن استخدامها في أو بالقرب من أجهزة الرنين المغناطيسي.
2. أعضاء غير آمنة وهي التي تحوي على أجزاء قابلة للتمغنط ولا يسمح بتواجدها في أجهزة التصوير مثل منظم ضربات القلب، ووجود مثل هذه الأجهزة في غرفة التصوير يؤذي المريض وقد تؤدي إلى الموت، والأطراف الاصطناعية المصنوعة غالبا من المعدن قد تزداد درجة حرارتها كثيرا أثناء التصوير.
3. أعضاء آمنة شرطيا وهي الآلات التي تحوي على أجزاء قابلة للتمغنط ولكنها آمنة في الحقول المغناطيسية غير الشديدة.

### خطر تمغنط المعادن وجذبها للجهاز
كل ما هو في غرفة الرنين المغناطيسي هي مواد مقاومة للمغنطة، لا يسمح بتعدي حدود معينة قرب غرفة الرنين المغناطيسي بأي معدن ممغنط، ويجب فحص كل ما يتم دخوله لغرفة الرنين المغناطيسي مثل الكراسي المتحركة ومساند المحاليل والأجهزة الخاصة بالمرضى مثل منظم ضربات القلب... إلخ
هناك قلق كبير من الزيادة الهائلة في عدد الحوادث المبلغ عنها بسبب التصوير بالرنين المغناطيسي والتي تصل لمنظمة الأغذية والعقاقير الأمريكية (FDA) فمنذ عام 2004، وهو العام الأخير الذي سجل انخفاضا في عدد حوادث التصوير بالرنين المغناطيسي أفادت التقارير أن حوادث التصوير بالرنين المغناطيسي ازدادت بشكل ملحوظ في السنوات الأخيرة، بينت إدارة الاغذية والعقاقير في تقرير لها عام 2008 بأن الزيادة بلغت 277% عن معدل عام 2004.

### الأصوات العالية الناتجة خلال الفحص
لبس غطاء الأذن ضروريا لأي شخص داخل غرفة التصوير بالرنين المغناطيسي أثناء الفحص.

### الخوف من الأماكن المغلقة
يكون الخوف من الأماكن المغلقة بسبب تصميم بعض أجهزة التصوير بالرنين المغناطيسي، والذي قد يكون غير مناسب وذلك في بعض النماذج القديمة والتي تكون مغلقة كأنبوب طويل إلى حد ما أو أشبه بالنفق. وقد يكون الجزء الذي يحتاج إلى تصوير من الجسم لا بد أن يتم تصويره في مركز النفق. وأيضا قد يكون وقت الفحص طويل جدا في بعض تلك الأجهزة القديمة (قد يصل أحيانا إلى 40 دقيقة)،أما في الأجهزة الحديثة قد يكون الوقت أقصر، وهذا يعني التقليل من هذه المشكلة.
ويمكن حل هذه المشكلة باستخدام التخدير وطمأنة المريض وشرح الاجراء الطبي والاستعداد الجيد للفحص.

### تسرب غاز الهيليوم في الفائق التوصيل
يسبب تسرب غاز الهيليوم نقص الأوكسجين ثم الاختناق، الهيليوم هو الأكثر استخداما في التصوير بالرنين المغناطيسي، ويخضع لخطر الانفجار والتوسع الهائل عندما يتغير من الحالة السائلة إلى الحالة الغازية لذلك ينبغي تزويد الغرفة بمروحة وتهوية كافية.

## أنواع جهاز الرنين المغناطيسي

### جهاز الرنين المغناطيسي الفعال (FMRI)
يستخدم هذا الجهاز في قياس التغيرات في الإشارات العصبية في الدماغ الناتجة عن تغيرات النشاط العصبي، وزيادة النشاط العصبي تؤدي إلى زيادة الاوكسجين الذي يتم استهلاكه، وبالتالي يعمل الجسم على زيادة نسبة الأوكسجين في الدم الأمر الذي يؤدي إلى زيادة نسبة الدم المشبع بالاوكسجين مقارنة مع الدم الغير مشبع بالأوكسجين. الدم المشبع بالأوكسجين والدم الغير مشبع بالأوكسجين يستجيبان بشكل مختلف للمجال المغناطيسي المتولد ومن خلال الاستجابتين المختلفتين يتم ملاحظة التغيير في النشاط العصبي. أيضا يمكن رسم صورة ثلاثية الأبعاد للأوعية الدموية في النسج العصبية من خلال الاستجابتين المختلفتين لنوعي الدم.

### التصوير عديد النوى
غالبا ما يتم استخدام الهيدروجين في الرنين المغناطيسي لأنه أكثر العناصر تواجدا في جسم الإنسان ولأنه يتمتع بخواص كيميائية معينة تجعله العنصر الأفضل لهذه العملية. ولكن يمكن الاستعاضة عن الهيدروجين ببعض العناصر الأخرى مثل الصوديوم والفوسفور عندها تسمى العملية التصوير عديد النوى بدلا من الرنين المغناطيسي. يمكن أيضا ربط عناصر أخرى بذرات الهيدروجين واستخدامها في التصوير، ويمكن استخدام هذه الوسيلة لتصوير الأعضاء التي لا تحوي على نسبة عالية من الهيدروجين، مثلا يستخدم الهيليوم في التصوير بدلا من الهيدروجين لقياس الفراغات الهوائية في الرئة.

## الفرق بين الرنين المغناطيسي (MRI) و الأشعة المقطعية (CT)
يختلف التصوير بواسطة الرنين المغناطيسي عن الأشعة المقطعية في عدة نواحي وفي العديد من البلدان يتم استخدام الأشعة المقطعية أكثر من الرنين المغناطيسي، وبعض العلماء يخشون من السرطان الذي قد تسببه الأشعة المقطعية. لهذا السبب ينصح باستخدام (MRI) بدلا من (CT) حيث لا يطلق الأشعة الضارة التي قد تسبب السرطان، ولتحقيق ذلك تم خفض تكلفة (MRI) لتشجيع الأطباء على اعتماده. ولكن هذا لا يعني خلوّ الـ(MRI) من آثاره الجانبية، فبعض العلماء يخشوا بأنه قد يؤثر على الحموض النووية ويسبب الطفرات. و لكن الـ(MRI) لا يمكن الاستغناء عنه خاصة عند تصوير الجهاز العصبي. في بعض الحالات لابد من استخدام (CT) خاصة عند وجود أعضاء غير آمنة بالقرب من (MRI). أيضاً في بعض الحالات قد يتم تفضيل الأشعة المقطعية على الرنين المغناطيسي خاصة في الحالات الطارئة، يرجع ذلك لأن الأشعة المقطعية فحص أسرع بكثير من نظيره في الرنين المغناطيسي.

## أسعار أجهزة الرنين المغناطيسي
في قارة أمريكا الشمالية يتراوح سعر الآلة التي تولد مجال شدته 1,5 تسلا ما بين 150,000 و ما يقارب نصف مليون دولار أمريكي. يختلف سعر الآلة باختلاف حجمها، شدة المجال المغناطيسي التي يمكن أن تولده، والأعضاء التي تمكن تصويرها. هذه الأرقام تختلف من بلد لآخر، فمثلا في المملكة المتحدة قد يصل سعر الآلة التي تولد مجال شدته 3 تسلا إلى ما يقارب 1.5 مليون باوند. بما أن هذه الآلات تعتبر أجهزة معقدة للغاية، ولأنها قد تسبب ضرر بالغ للمرضى في حال تعطلت، يتم فحص هذه الآلات بشكل دوري من قبل خبراء في هذا المجال، عملية الفحص والتصليح مكلفة أيضا. و لكن في النهاية هذه الأجهزة مربحة لأن العديد من المرضى يدفع مبالغ كبيرة ليتم فحصهم بها.